# فلوئورید منگنز (II)
فلوئورید منگنز(II) (به انگلیسی: Manganese(II) fluoride) با فرمول شیمیایی MnF۲ یک ترکیب شیمیایی است. که جرم مولی آن ۹۲٫۹۳۴۸۵۵ g/mol می‌باشد. شکل ظاهری این ترکیب، بلورین صورتی کمرنگ است.